# Parafia św. Anny w Zwoli
Parafia św. Anny w Zwoli Poduchownej – parafia rzymskokatolicka w Zwoli Poduchownej, dekanacie Żelechów diecezji siedleckiej.
Parafię erygował 15 lutego 1529 biskup poznański Jan Latalski. 
Pierwszy drewniany kościół parafialny w Zwoli Poduchownej pod wezwaniem św. Anny był fundowany przez Jana Zwolskiego, miejscowego dziedzica w roku 1529. Obecny został zbudowany przed 1687 z fundacji biskupa Stefana Wierzbowskiego w miejscu pierwotnego, który uległ zniszczeniu najprawdopodobniej w pożarze w roku 1667. Kościół był restaurowany w 1787 i przebudowany ok. 1830. Posiada wnętrze barokowe.

## Zasięg parafii
Do parafii należą wierni z miejscowości: Baczków, Jagodne, Ryczyska, Świder, Zwola oraz Zwola Poduchowna.